# Ивашкин, Александр Васильевич
Александр Васильевич Ивашкин (17 августа 1948, Благовещенск — 31 января 2014, Лондон) — советский и российский виолончелист, дирижёр, музыковед; доктор искусствоведения (1993).

## Биография
Окончил Музыкально-педагогический институт имени Гнесиных (1971) по двум специальностям: как виолончелист и музыковед. Занимался также дирижированием в Московской консерватории в классе Г. Н. Рождественского, Б. Э. Хайкина и В. К. Полянского. Кандидат искусствоведения (1979). Доктор искусствоведения (1993). В 1978—1991 годах соло-виолончель оркестра Большого театра и художественный руководитель камерного ансамбля «Солисты Большого театра» (совместно с дирижёром А. Н. Лазаревым), а также ведущий музыкальный критик журналов «Музыкальная жизнь» и «Советская музыка». В 1990—1999 годах профессор виолончели и камерного ансамбля в Университете Кентербери в Новой Зеландии. С 1999 года профессор и руководитель факультета исполнительства Голдсмитс-колледжа Лондонского университета и директор Центра русской музыки при нём. Гастролировал как виолончелист более чем в 40 странах. С 1995 года — художественный руководитель Международного фестиваля и конкурса виолончелистов имени Адама.
Умер от рака. Похоронен на Новодевичьем кладбище в Москве.

## Исполнительское творчество
Как исполнитель являлся, главным образом, специалистом по музыке XX века. Им осуществлены мировые премьеры произведений Джона Кейджа, Маурисио Кагеля, Кшиштофа Пендерецкого, Арво Пярта, Эдисона Денисова, Софьи Губайдулиной, Гии Канчели, Габриэля Прокофьева, Александра Раскатова, Владимира Тарнопольского, Николая Корндорфа, Фараджа Караева, Дмитрия Смирнова, Виктора Екимовского, а также многочисленных сочинений ведущих композиторов Австралии и Новой Зеландии — Питера Скалторпа, Бретта Дина, Ларри Ситского, Джиллиан Уайтхед, Крис Кри-Брауна, Бриджид Бизли (записанных на двойном компакт-диске в альбоме «Под Южным Крестом»). Среди записей Ивашкина — все сочинения для виолончели и фортепиано Прокофьева (1994, с пианистом Тамашем Вешмашем), Александра Черепнина (1999, с пианистом Джеффри Тозером), Николая Рославца (2001, с пианисткой Татьяной Лазаревой), Рахманинова (2004, с пианистом Рустемом Хайрутдиновым); виолончельные концерты Вивальди, Гайдна, Шумана, Эльгара, Чайковского, Гречанинова, Мясковского; все виолончельные концерты Шостаковича, включая оркестровки Концерта Шумана и Концерта Тищенко; все виолончельные концерты Прокофьева; все виолончельные концерты Шнитке, включая Диалог, Концерт на Троих и Concerto Grosso № 2 (совместно с Татьяной Гринденко); все виолончельные концерты Канчели. Особое значение для Ивашкина имела фигура и музыка Альфреда Шнитке, посвятившего ему Третий гимн для виолончели в сопровождении ансамбля и сочинение для виолончели-соло «Klingende Buchstaben».
Несколько особняком стояла работа музыканта с наследием Иоганнеса Брамса: на основании архивных разысканий Ивашкин реконструировал первоначальную версию Двойного концерта Брамса для скрипки и виолончели с оркестром (Op. 102), написанную исключительно для виолончели с оркестром, и впервые исполнил её в родном городе композитора Гамбурге в 2004 г.и позднее в Москве (Большой Зал Консерватории, с оркестром Симфонической капеллы России, февраль 2005) и в Петербурге (с Заслуженным коллективом республики оркестром Петербургской филармонии, февраль 2007).
Постоянно выступал как солист с ведущими оркестрами многих стран. Среди них — Заслуженный коллектив республики оркестр Санкт-Петербургской филармонии, Симфонический оркестр Мариинского театра, Академический симфонический оркестр Санкт-Петербургской филармонии, Симфонический оркестр Большого театра, Государственная академическая симфоническая капелла России, Оркестр Русская Филармония (Москва) , Уральский Симфонический оркестр (Екатеринбург), оркестр Гамбургской филармонии (Германия), Берлинский симфонический оркестр (Германия), Филармонический оркестр Южной Вестфалии (Германия), Нидерландский филармонический оркестр, Симфонический оркестр Итальянского радио в Турине, Симфонический оркестр ВВС в Лондоне, Лондонский филармонический оркестр, ведущими оркестрами Австралии (Перт, Хобарт, Мельбурн) , Новозеландским симфоническим оркестром, Кейптаунским Филармоническим оркестром (Южная Африка), Симфоническим оркестром в Рено (США), Боулдере (США), Нью-Джерси (США), Филармоническим оркестром Виннипега (Канада), с Национальным Оркестром Венесуэлы, с Женевским , Лондонским, Флорентийским, Новозеландским и Амстердамским камерными оркестрами, камерным оркестром «Пентадр» (Монреаль, Канада), а также с московской Студией Новой Музыки, Камерным оркестром Кремля, Камерным оркестром «София».
Ивашкин также концертировал как дирижёр в России, Великобритании, Канаде, Австралии, Новой Зеландии, Армении и Азербайджане.

## Музыковедческая работа
Как музыковед дебютировал брошюрой о жизни и творчестве Святослава Кнушевицкого (М.: Музыка, 1977), за ней последовала аналогичная работа о Данииле Шафране (1980); в дальнейшем Ивашкин также подготовил две книги о Мстиславе Ростроповиче — в Германии к его 70-летию (Rostrospective: On the Life and Achievement of Mstislav Rostropovich. Frankfurt-Schweinfurth: Reimund Maier Verlag, 1997. — 142 pp.) и в Японии к 80-летию (Rostropovich. — Tokyo: Shunjusha Publishing Company, 2007. — 280 pp.). Монографии Ивашкин посвятил Кшиштофу Пендерецкому (1983) и Чарльзу Айвзу (1991). Однако особое место в трудах Ивашкина, как и в его исполнительской работе, занимает Альфред Шнитке. В 1987 г. он опубликовал в издательстве «Советский композитор» аннотированный каталог сочинений композитора (переиздан в Милане в 1988 г.). В 1993 году в Турине, в 1996 г. в Лондоне вышли популярные книги Ивашкина о Шнитке, а в 1994 г. Ивашкин подготовил и напечатал книгу «Беседы с Альфредом Шнитке», выдержавшую к 2006 г. ещё четыре издания, в том числе в Германии (1998), США (2002) и Японии (2003). В 2004 году под редакцией Ивашкина был опубликован сборник статей Альфреда Шнитке о музыке. В общей сложности им опубликованы 18 книг и более 200 статей. С 2007 года Ивашкин являлся главным редактором Собрания Сочинений Альфреда Шнитке, выпускаемого издательством Композитор (Санкт Петербург) совместно с архивом Шнитке в Лондонском университете.